# Morellato
Morellato Group è il più importante gruppo italiano di gioielleria e orologeria, leader mondiale nel settore dei cinturini per orologi di alta gamma.

## Storia
L'azienda Morellato venne fondata a Venezia da Giulio Morellato, che nel 1930 aprì un laboratorio di orologi e gioielli specializzandosi poi nella produzione di cinturini in pelle per orologi da polso. In pochi anni Morellato guadagnò la leadership tra gli appassionati di orologeria, diventando fornitore delle più prestigiose maison svizzere.
Negli anni ’60, dopo la scomparsa del fondatore, Silvano Carraro, stretto collaboratore di Giulio Morellato, entra in società alla guida dell'azienda. A fine anni ’80 entrano in società anche i figli Massimo e Marco Carraro, che successivamente acquisiscono l’intero capitale societario, portando l'azienda verso il successo globale.
Guidata da Massimo Carraro, la piccola azienda familiare si è trasformata in uno dei più importanti player su scala internazionale, con un forte piano di espansione e sviluppo che ha portato negli anni alla diversificazione dei brand in portfolio.
Nel novembre 2019 Morellato acquisisce per circa 50 milioni di euro Cleor, catena francese di 140 negozi di orologi e gioielli con 800 dipendenti e 80 milioni di fatturato.
Nel gennaio 2023 nuova acquisizione con investimento da  250 milioni di euro: l'azienda rileva, dal fondo di private equity 3i, uno dei massimi produttori tedeschi nel settore: Christ Group, con i tre marchi Christ, Valmano,  Brinckmann & Lange. L'obiettivo, ha spiegato il presidente Carraro, "è di creare un leader europeo nella gioielleria e orologeria che parli italiano".
Oggi il Gruppo Morellato è uno dei più importanti player su scala internazionale e leader europeo nel retail multibrand di gioielli e orologi, con una piattaforma omnichannel unica in Europa.

## Marchi
A Morellato Group fanno capo i marchi di proprietà: Morellato, Sector No Limits, Philip Watch, Lucien Rochat, Live Diamond, Chronostar, Bluespirit, D'Amante, Cleor, CHRIST, Oui&Me e La Petite Story; oltre ai marchi in licenza mondiale Maserati, Chiara Ferragni, Trussardi e ESPRIT.

## Espansione
Oltre all'headquarter di Padova e alle sedi di Milano e Roma, alla Morellato SpA fanno capo 5 società operative estere, situate nei mercati strategici di riferimento: Europa, Middle East e Far East .